# Bellville (Teksas)
Bellville – miasto w Stanach Zjednoczonych, w stanie Teksas, w hrabstwie Austin. W 2000 roku liczyło 3 794 mieszkańców.